# 3月7日
3月7日是公历一年中的第66天（闰年第67天），离全年的结束还有299天。

## 大事记

### 19世紀以前
- 161年：罗马帝国皇帝安敦尼去世，马克奥里略和维鲁斯成为共治新皇帝。
- 321年：罗马帝国皇帝君士坦丁大帝正式宣布星期日为休息日，这也是纪念太阳神索尔的日子。
- 905年：朱全忠杀唐昭宗诸皇子于九曲池。
- 1573年：在鄂圖曼威尼斯戰爭結束後，威尼斯共和國將賽普勒斯割讓給鄂圖曼帝國。
- 1798年：法国军队进入罗马，罗马共和国成立。
- 1799年：拿破崙·波拿巴率領法國東方遠征軍佔領鄂圖曼帝國雅法，並殺害2,000多名俘虜。

### 19世紀
- 1814年：法国拿破仑取得克拉翁讷战役（英语：Battle of Craonne）的胜利。
- 1871年：里奧布朗庫子爵若澤·帕拉尼奧斯開始為期四年的巴西帝國總理任期，這是巴西歷史上最長的總理任期。
- 1876年：美國專利及商標局授予加拿大發明家亞歷山大·貝爾有關電話發明的專利。

### 20世紀
- 1912年：中国保定陆军军官学校建校。
- 1912年：挪威極地探險家羅爾德·阿蒙森在澳洲荷巴特宣布阿蒙森南極探險隊已經成功抵達南極點。
- 1918年：芬兰与德国建立同盟，加入第一次世界大战。
- 1918年：日本企业家松下幸之助在大阪创立松下电气器具制作所，成为松下电器的前身。
- 1932年：美国总统富兰克林·罗斯福宣布实行新政。
- 1933年：由于热河被日本占领，张学良被迫引咎辞职下野。
- 1936年：纳粹德国军队违反《凡尔赛条约》及《罗加诺公约》，进驻非军事区莱茵兰。
- 1941年：德國U-47號潛艇與艇上45人失踪。
- 1945年：第二次世界大战：魯爾包圍戰開始。
- 1947年：国共内战：国民政府和中国共产党谈判破裂，中共全部谈判代表撤回延安，内战再起。
- 1948年：国共内战：临汾战役，中国人民解放军占领临汾。
- 1965年：非裔美国人民权运动的游行队伍从塞尔玛前往蒙哥马利时，遭到阿拉巴马州警察暴力镇压。
- 1966年：法国总统戴高乐致信美国总统林登·约翰逊，宣布退出北约军事一体化。
- 1976年：英國冰島因捕魚問題引起領海糾紛。
- 1987年：三七事件（東崗慘案）：中華民國國軍小金門駐軍屠殺越南難民後毀證滅跡。
- 1989年：英国与伊朗外交关系破裂。[1]
- 1992年：美少女戰士動畫版於日本開始播出。
- 1997年：北京一辆22路公共汽车在西单商场一带遭遇恐怖袭击而发生爆炸，2人死亡，11人受伤。
- 1998年：世界上首条主要为互联网服务的海底光缆开通，连接纽约和伦敦。
- 1999年：雪邦国际赛道由马来西亚首相马哈迪·莫哈末正式宣布启用。

### 21世紀
- 2008年：中国南方航空6901号班机（波音757）遭遇爆炸未遂，备降兰州中川机场，无人伤亡。
- 2009年：美國國家航空暨太空總署的克卜勒太空望遠鏡發射升空，其後用於發現類地行星。
- 2015年：馬來西亞反对派支持者因不满法庭判安华·依布拉欣监禁5年而发动307集會，越有上千名集会者，最终在首都吉隆坡地标双峰塔结束短短4小时的集会。
- 2021年：赤道幾內亞巴塔軍營發生四起連環爆炸，造成108人死亡、超過615人受傷。
- 2024年：克欽獨立軍宣佈將效仿果敢同盟軍的1027行動，並與人民保衛軍和若開軍聯合發起代號為“0307行動”的軍事衝突。
- 2024年：瑞典正式加入北大西洋公約組織，為其第32個成員國。

## 出生
- 1547年：佐竹義重，日本戰國時代武將（1612年逝世）
- 1765年：約瑟夫·尼塞福爾·涅普斯，法國發明家（1833年逝世）
- 1785年：亞歷山達羅·孟佐尼，義大利詩人、小說家、哲學家（1873年逝世）
- 1792年：約翰·赫歇爾，英國天文學家、數學家、化學家、攝影師（1871年逝世）
- 1837年：亨利·德雷伯，美國天文学家（1882年逝世）
- 1839年：路德維希·蒙德，英國化學家、工業家（1909年逝世）
- 1845年：徐建寅，中国科学家（1901年逝世）
- 1850年：托馬斯·馬薩里克，捷克斯洛伐克首任總統（1937年逝世）
- 1857年：朱利葉斯·瓦格納-堯雷格，奧地利醫學家（1940年逝世）
- 1872年：皮特·蒙德里安，荷蘭風格派畫家（1944年逝世）
- 1875年：莫里斯·拉威爾，法國作曲家、鋼琴家（1937年逝世）
- 1884年：後藤文夫，日本政治人物（1980年逝世）
- 1886年：傑弗里·泰勒，英國物理學、數學家（1975年逝世）
- 1890年：竺可桢，中國地理学家、气象学家（1974年逝世）
- 1896年：華里士，英國軍官（1982年逝世）
- 1897年：喬伊·保羅·吉爾福特，美國心理學家（1987年逝世）
- 1899年：石川淳，日本小說家、作家（1987年逝世）
- 1900年：赫伯特·布魯默，美國社會學家（1987年逝世）
- 1902年：木梨鷹一，日本海軍軍官（1944年逝世）
- 1902年：呂炯，中國氣象學家、海洋氣象與農業氣象專家、教育家（1985年逝世）
- 1904年：萊茵哈德·海德里希，納粹德國國家安全部部長（1942年逝世）
- 1905年：約翰·麥克納滕·惠特克，英國數學家（1984年逝世）
- 1908年：安娜·麥蘭妮，義大利女演員（1973年逝世）
- 1913年：桂正子，日本職業開侖選手（1995年逝世）
- 1916年：王世真，中国科学院院士、原子核医学家（2016年逝世）
- 1920年：柏楊，台灣作家、史學家、政治評論家（2008年逝世）
- 1922年：安迪·菲利普，美國NBA聯盟職業籃球運動員（2001年逝世）
- 1922年：穆赫塔爾·盧比斯，印尼記者、作家（2004年逝世）
- 1922年：奥莉加·拉德任斯卡娅，俄羅斯數學家（2004年逝世）
- 1924年：安部公房，日本存在主義作家（1993年逝世）
- 1927年：公劉，中國詩人、作家（2003年逝世）
- 1930年：史丹利·米勒，美國化學家和生物學家（2007年逝世）
- 1930年：安東尼·阿姆斯特朗-瓊斯，英國攝影師、電影製片人，第一代斯諾登伯爵（2017年逝世）
- 1938年：戴維·巴爾的摩，美國生物學家，1975年諾貝爾生理學或醫學獎得主
- 1938年：艾爾伯·費爾，法國物理學家，2007年諾貝爾物理學獎得主
- 1939年：大衛·格里格斯，美國太空人（1989年逝世）
- 1939年：杜尚·馬拉威奇，塞爾維亞男子足球運動員（2025年逝世）
- 1939年：悉尼·奧爾特曼，加拿大分子物理學家
- 1942年：麥可·艾斯納，美國企業家，前任華特迪士尼公司執行長
- 1945年：谷垣禎一，日本政治人物
- 1950年：藤田進，巴西大使，該國首位日裔外交官（2016年逝世）
- 1952年：道明·方濟各·若瑟·曼玻第，法國籍天主教執事級樞機，現任宗座聖璽最高法院院長
- 1955年：阿努帕姆·卡爾，印度男演員
- 1955年：阿瓦里德·本·塔拉勒·阿紹德，沙烏地阿拉伯王室成員，企業家、投資家
- 1956年：布萊恩·克蘭斯頓，美國演員
- 1957年：羅伯特·哈里斯，英國小說家
- 1958年：哈利·格里肯，美國火山學家（1991年逝世）
- 1958年：井上倫宏，日本男姓聲優、演員（2022年逝世）
- 1958年：艾倫·海爾，美國天文學家
- 1959年：湯姆·雷曼，美國高爾夫球選手
- 1960年：伊凡·藍道，捷克網球運動員
- 1961年：高市早苗，日本女性政治家
- 1963年：埃里卡·倫納德，英國情色小說作家
- 1964年：旺達·塞克絲，美國作家、女演員
- 1965年：林俊憲，臺灣政治人物
- 1966年：朱慧珊，香港主持人
- 1967年：趙增熹，香港作曲家、唱片監製
- 1967年：譚淑瑩，香港女演員
- 1967年：矢澤愛，日本漫畫家
- 1967年：神谷悠，日本漫畫家
- 1969年：黄碧仁，新加坡演員
- 1970年：王理惠，台湾媒体工作者
- 1970年：瑞秋·懷茲，英國女演員
- 1971年：馬修·范恩，英國電影導演、製片人
- 1972年：張東健，韓國男演員
- 1972年：王義川，台灣政治人物
- 1973年：竹本英史，日本男性聲優
- 1974年：徐濠縈，香港女演員
- 1974年：珍娜·費雪，美國女演員
- 1975年：李靜，香港乒乓球運動員
- 1975年：王艷娜，香港演员
- 1975年：莎拉優·拉奧，美國女演員
- 1977年：長谷川博己，日本男演員
- 1978年：原子鏸，香港演員
- 1978年：艾拿度·路華斯·杜斯·山度士，巴西足球選手
- 1979年：蔡仲南，台灣棒球選手
- 1979年：廖錦德，臺灣男演員
- 1980年：陳建瑋，臺灣詞曲創作人、音樂製作人、歌手
- 1980年：劳拉·普莱潘，美國女演員
- 1981年：利偉倫，香港足球選手
- 1983年：古館春一，日本漫畫家，代表作《排球少年！！》
- 1983年：葛莉塔·李，韓裔美國女演員
- 1983年：羅曼·馬丁內斯，阿根廷足球選手
- 1983年：塞巴斯蒂安·比埃拉，烏拉圭足球選手
- 1984年：梁凌杰，香港反修例運動抗爭者（2019年逝世）
- 1984年：南波杏，日本AV女優
- 1984年：馬蒂厄·弗拉米尼，法國足球選手
- 1984年：杜格拉斯·達·施華，巴西足球選手
- 1986年：妃乃光，日本AV女優
- 1987年：照井春佳，日本女性聲優
- 1987年：賴宇涵，馬來西亞華裔男藝人
- 1988年：尚九熙，中國德云社相聲演員
- 1989年：永山絢斗，日本男演員
- 1990年：崔鍾訓，韓國男子偶像樂團FTIsland隊長
- 1992年：吳俊余，中國男藝人
- 1992年：任炫植，韓國男子偶像團體BTOB成員
- 1994年：月野萌亞，日本女偶像兼声优
- 1995年：菊池風磨，日本男演員
- 1997年：朱主愛，馬來西亞創作型歌手
- 1997年：李愈彬，韓國女子偶像團體Dreamcatcher成員
- 1997年：詹維·卡浦爾，印度女演员
- 1997年：納塔利婭·巴約爾，波蘭女子乒乓球運動員
- 2002年：羽賀朱音，日本女歌手，女子組合早安少女組。第十一期成員
- 2006年：喬雷爾·哈托，荷蘭職業足球運動員

## 逝世
- 前322年：亞里斯多德，古希腊哲学家（前384年出生）
- 161年：安敦寧·畢尤，羅馬皇帝（86年出生）
- 664年：玄奘，唐朝佛教法相宗創始人（602年出生）
- 1274年：湯瑪斯·阿奎那，意大利神学家（1225年出生）
- 1550年：威廉四世，巴伐利亞公爵（1493年出生）
- 1724年：教宗諾森十三世，羅馬主教（1655年出生）
- 1869年：王永彬，中國文学家（1792年出生）
- 1875年：約翰·愛德華·格雷，英國動物學家（1800年出生）
- 1932年：阿里斯蒂德·白里安，法國政治家（1862年出生）
- 1954年：楊喚，台灣詩人（1930年出生）
- 1959年：鳩山一郎，日本政治人物，第52至54任內閣總理大臣（1883年出生）
- 1971年：五鬼上堅磐，日本法官（1897年出生）
- 1979年:  雷震，台灣政治人物、政治評論者、作家[2]（1897年出生）
- 1981年：陳藎民，中國數學家、教育家，五四運動學生領袖（1895年出生）
- 1983年：克勞德·維維爾，加拿大當代古典音樂作曲家、鋼琴家、詩人（1948年出生）
- 1990年：但漢章，臺灣影評人、電影導演（1949年出生）
- 1999年：，美国电影导演、編劇、製片人（1928年出生）
- 2004年：保罗·温菲尔德，美國演员（1941年出生）
- 2009年：张紫妍，韓國女藝人（1980年出生）
- 2015年：辰巳嘉裕，日本漫畫家（1935年出生）
- 2022年：穆罕默德·拉菲克·塔拉爾，巴基斯坦政治家，第9任巴基斯坦總統（1929年出生）
- 2022年：郭惠二，臺灣化學教師（1934年出生）
- 2022年：征海美亞，日本漫畫家（生年不詳）
- 2023年：呂居永，中國政治人物（1926年出生）
- 2023年：伊恩·福克納，美國插畫家、繪本作家、舞台設計師（1959年出生）

## 节假日和习俗
- 中华人民共和国：女生节
- 斯洛維尼亞：海事日（英语：Slovenian Maritime Day）
- 日本：消防紀念日
- 德国：豪華汽車BMW成立日
- 阿尔巴尼亚、 科索沃：教師節